# Kościół Zwiastowania w Rabacie
Kościół Zwiastowania (malt. Il-Knisja tal-Lunzjata, ang. Church of Annunciation) – jest to niewielki rzymskokatolicki kościół na terenie znanym jako Tal-Lunżjata, w granicach Rabatu na Malcie.

Kościół wraz z klasztorem karmelitów znajduje się około 50 metrów od zbocza doliny Liemu (malt. Wied Liemu), w pobliżu średniowiecznego kościoła św. Leonarda.

## Historia
Kościół, wraz z przylegającym doń niewielkim klasztorem karmelitów, jest jednym z najstarszych budynków w okolicy. Kościół istniał już na tym miejscu przed XIV wiekiem, wiadomo to z testamentu szlachcianki hiszpańskiego pochodzenia Margarity d'Aragona de Peregrino (lub Pellegrino), spisanego 5 czerwca 1418, mocą którego zostawiła ona kościół do użytku przez każdy zakon, z zobowiązaniem jego członków do codziennego odmawiania oficjum w kościele.
Najwcześniejszy dokument, w którym wzmiankowana jest obecność karmelitów w tym miejscu, pochodzi z 24 stycznia 1441 (kolejny, powołujący się na ten poprzedni datowany jest 26 marca 1446); cytowane są w nim imiona karmelitów żyjących przy kościele Zwiastowania: o. Periconus z zakonu karmelitów, oraz o. Guillelmus Cassar Prior Conventus Sancte Mariae Nuntiate. W tamtych latach przepisy zakonu karmelitów zakazywały mieć przeora wspólnotom dopiero ustanowionym. Opiekuna klasztoru nazywano „prokuratorem”, a dopiero po kilku latach zaczęto go nazywać „pirjol” (przeor). Świadczy to o tym, że w 1441 wspólnota braci karmelitów, którzy tam mieszkali, ustanowiła się już jako samodzielna wspólnota.

### Kościół i klasztor we wczesnych latach
Wraz z kościołem Margarita d'Aragona pozostawiła wiele cennych ruchomości, a także wszystkie posiadane przez siebie nieruchomości na terenie San Leonardo w Rabacie, nieruchomości na Gozo, a także dom, który posiadała w Mdinie, aby z ich dochodów kościół był utrzymywany i zaopatrywany w niezbędne akcesoria i ozdoby, wśród których wymieniła księgi, kielichy, szaty liturgiczne, obrazy, krzyże, marmur ołtarzowy i inne niezbędne rzeczy. Z detalicznego opisu sąsiednich nieruchomości można określić położenie domu w Mdinie: 3, St. Peter Street.
Jednym z powodów, dla których Margarita d'Aragona ustanowiła wszystkie te nadania, było to, że jak sama wspomniała w testamencie, odbudowała ten kościół. Oznacza to, że był on już zbudowany przed 1418. Architekci uważają, że poprzedni kościół został zbudowany około XI wieku, ponieważ niektóre kamienie nadal tkwiące w budynkach wydają się pochodzić z tego stulecia.
Z inwentarza z 1613 wiadomo, że budynek był mocny i miał podłogę wyłożoną płytami w kształcie strzał. Kilka lat wcześniej powstał tytularny obraz do ołtarza głównego, przedstawiający posłanie do Maryi. W ołtarzu głównym znajdowało się również tabernakulum. W 1591 w kościele było pięć bocznych ołtarzy, zaś w 1613 siedem, każdy z obrazem. Świadczy to o tym, że kościół ten został powiększony, aby można było dodać ołtarze. Najprawdopodobniej te ostatnie były ufundowane przez zamożne rodziny, gdyż namalowano na nich herby. Wiadomo, że jeden z tych nowych ołtarzy był poświęcony św. Rochowi. Mnisi nadal odmawiali w kościele oficjum, zgodnie z wolą donny Margarity. Wydaje się również, że zakonnicy byli odpowiedzialni za odprawianie w każdą niedzielę nabożeństw w kaplicy Buskett.
Chociaż w testamencie Donny Margarity nie ma wzmianki o żadnym klasztorze, jako o budynku, przy kościele musiały znajdować się jakieś pomieszczenia, w których zakonnicy mający pełnić służbę w kościele mogli zamieszkać. Starożytne pisma podają, że karmelici zbudowali klasztor w 1517. W protokole z kapituły z 1546 znajduje się informacja, że zakonnicy musieli zbudować lepszy klasztor niż mieli, gdyż nie zawierał on ani refektarza, ani cel. Wydaje się, że po raz pierwszy wspomniano o istnieniu właściwego klasztoru, w którym znajdował się refektarz, a każdy kapłan miał swoją celę, w 1612. Klasztor wydaje się być w pełni ukończony w 1646, zaledwie kilkanaście lat przed jego opuszczeniem w 1659, kiedy zakonnicy przenieśli się do nowego klasztoru w Mdinie.

### Przebudowy i remonty
Wiadomo, że przez pewien czas kościół był większy niż jest dzisiaj – w rzeczywistości sięgał do końca placu, który dziś znajduje się przed nim. Świadczą o tym łuki na ścianach oskrzydlających, które kiedyś znajdowały się wewnątrz kościoła i zawierały nisze z ołtarzami. Wiadomo też, że łuki wokół ołtarzy powstały już po wybudowaniu kościoła, ponieważ za nimi nadal znajdują się malowidła.
Oznacza to, że były co najmniej trzy momenty, w których kościół przechodził zmiany konstrukcyjne: najpierw, gdy został zbudowany z gładkimi ścianami, potem, gdy wykonano łuki wokół ołtarzy, które już istniały, a w końcu „skurczył się” od frontu (a dwa łuki pozostały na zewnątrz) i od tyłu (wydzielona została zakrystia), a ściany ponownie wygładzono.
Chociaż w 1659 kościół wraz z klasztorem został opuszczony, ponieważ zakonnicy wybudowali nowy klasztor w Mdinie, to jednak od czasu do czasu w razie potrzeby kontynuowano prace remontowe. Pierwsza wzmianka o tym pochodzi z 1672, kiedy wybudowano mur po prawej stronie kościoła, ponieważ zapadał się dach. Na początku XVIII wieku mnisi wykonali trzy napisy ostrzegające, że każdy, kto wyrzuci śmieci do opuszczonego kościoła, zostanie ukarany grzywną. W 1713 kościół był tak zniszczony, że niemal trzeba go było odbudować. Od tego czasu kościół posiadał tylko jeden ołtarz poświęcony Zwiastowaniu Maryi. W tym czasie powrócił na miejsce tytularny obraz Zwiastowania.
W 1844 ponownie dokonano generalnego remontu. Daty 1714 i 1844 są nadal wyryte na wewnętrznej stronie dachu kościoła, upamiętniając dwie główne renowacje przeprowadzone na tym budynku.
Pierwotnie około 1570 kościół posiadał także pośrodku dachu dzwonnicę, na której były co najmniej cztery dzwony. Została ona rozebrana w lutym 1693, wkrótce po silnym trzęsieniu ziemi, które wstrząsnęło całą Maltą i spowodowało nieodwracalne szkody m.in. w kościele katedralnym w Mdinie i katedrze na Gozo.
W 1662 część klasztoru uległa zniszczeniu, więc zakonnicy zatrudnili mistrza Girgora Gerinaldo do jego rozbiórki. Znaczna część kamienia, który wciąż nadawał się do użytku, została wykorzystana do budowy nowego klasztoru w Mdinie. W 1747 to, co pozostało ze starego klasztoru, zostało całkowicie zburzone i zastąpione innym, znacznie mniejszym klasztorem. W latach 1844–1852 przeprowadzono gruntowną renowację budynku.
W 2018 przeprowadzony został gruntowny remont kościoła. W jego ramach usunięte zostały wszystkie zabytkowe obrazy i ruchomości, przeniesiono je bądź do klasztoru karmelitanek w Mdinie, bądź do kościoła karmelitów w Valletcie. Dokonano tego z różnych powodów, m.in. ze względu na dużą wilgotność miejsca, która je uszkadzała, a także aby zapobiec pozostawianiu zabytkowych dzieł sztuki w miejscu tak odległym od siedlisk ludzkich.

## Architektura
Kościół jest stosunkowo duży i może pomieścić około 50 osób. Dziś ma duży zuntier – plac przed fasadą, który jest o połowę mniejszy od samego kościoła. Po każdej bocznej stronie placu znajduje się jeden cały i połowa drugiego łuku wbudowanego w ściany, które dawniej, gdy kościół był większy, znajdowały się wewnątrz i służyły jako apsydy dla ołtarzy bocznych. Plac znajduje się na poziomie ulicy, ale do kościoła wchodzi się z niego po dwóch stopniach.

### Wygląd zewnętrzny
Fasada kościoła jest prostokątna, zakończona delikatnym gzymsem. Główne drzwi są kwadratowe, ale tuż nad nimi znajduje się półokrągłe nadświetle zabezpieczone żelazną kratą. Drzwi i nadświetle otacza prosta kamienna rama, zaś całość wieńczy proste belkowanie. Po obu stronach drzwi, jak w wielu podobnych kościołach, znajdują się spore kwadratowe okna, zakratowane, z drewnianymi okiennicami od wewnątrz. Służą one wiernym, chcącym nawiedzić Najświętszy Sakrament, kiedy kościół jest zamknięty. Pod każdym oknem duży kamień do klęczenia. Po prawej stronie drzwi znajduje się prosta marmurowa płytka, na której znajduje się zwięzła informacja, że kościół nie jest już miejscem schronienia dla tych, którzy uciekają przed sprawiedliwością ("Non gode l'immunità ecclesiastica"). Po prawej stronie, w pobliżu płytki, znajduje się kamień z wyrytymi na nim słowami i datami, w tym rok 1895 i data 2/4/86 (przypuszczalnie z XIX wieku). Są też słowa PUB. A. oraz części imienia i nazwiska, które ze względu na zniszczenie kamienia przez pogodę nie są czytelne. Nie wiadomo, co oznaczają te nazwiska i daty. Mogą to być jakieś ex-voto lub po prostu akty wandalizmu dokonane w przeszłości.
Nad drzwiami, pod szczytem fasady znajduje się duże okrągłe okno otoczone kamienną ramą, zaś nad nim prosta mała dzwonnica typu bell-cot, wykonana w 1846. Mieści jeden dzwon podarowany przez karmelitów z Fleur-de-Lys.

### Wnętrze
Wewnątrz kościół ma plan prostokąta. Nakryty jest sklepieniem kolebkowym wspartym na sześciu żebrach. W dolnej części sklepienia znajdują się dwa okna, po jednym z każdej strony, które służą do doświetlania wnętrza. Na dwóch żebrach są wyryte daty, 1714 oraz 1844, które przypominają, kiedy w kościele dokonano znacznej renowacji.
Pomiędzy ścianami kościoła a sklepieniem znajduje się prosty gzyms, który biegnie wokół całego wnętrza. Ściany są całkowicie gładkie i nie ma śladów, gdzie znajdowały się wnęki ołtarzy bocznych przed zmniejszeniem się kościoła. Dostrzec można tylko przebłysk tego, jak kościół mógł wyglądać, z dwóch całych i zaznaczonych dwóch połówek, które wciąż są widoczne na zewnątrz w starych ścianach kościoła otaczających zuntier, które nie zostały zniszczone. Podłoga kościoła jest wyłożona nowymi płytkami z wapienia i bardzo pasuje do reszty kościoła. Z tyłu, na bocznych ścianach znajdują się dwie małe kropielnice. Nie są one dopasowane i nie zostały wykonane razem, ponieważ ich stan zachowania jest bardzo różny.
Kościół ma dwa ołtarze, oba kamienne. Oryginalny, umieszczony przy ścianie naprzeciw wejścia, jest prostym ołtarzem w stylu przedsoborowym, drugi, tuż przed nim, również kamienny, jest zbudowany w stylu „ołtarza stołowego”. Oba ołtarze są umieszczone na kamiennym stopniu, a jego część pod nowym ołtarzem została dobudowana. Przy ścianach, po bokach ołtarzy znajdują się kamienne ławki. Po obu stronach ołtarzy są małe drzwi prowadzące do zakrystii na tyłach kościoła.
Kościół pozbawiony jest wszelkich dekoracji poza, co od razu zwraca uwagę, niedawno namalowanym obrazem tytularnym. Nawet oświetlenie kościoła kryje się na gzymsie. Na tyłach kościoła znajduje się niegdysiejsza zakrystia, w której niegdyś znajdowało się wiele dzieł sztuki. Dziś zostały usunięte, aby pomieszczenie mogło służyć jako sala konferencyjna. Zwraca uwagę płyta nagrobna w podłodze, a także marmurowy nagrobek na ścianie w miejscu, gdzie w 1556 pochowane zostało serce wielkiego mistrza Fra Claude’a de la Sengle, a także płyta upamiętniająca renowację w 1844.

### Obraz tytularny
Obraz tytularny, który znajduje się w kościele, powstał w 2018 i przedstawia Matkę Bożą podczas wizyty anioła Gabriela. Jest namalowany olejem na płótnie i ma 200 cm wysokości i 220 cm szerokości. Autorem pracy jest Antonio Mifsud z AM Art Studio w Siġġiewi. Obraz ma formę dyptyku, czyli podzielony jest na dwie części umieszczone obok siebie w jednej kompozycji. Obraz po lewej przedstawia anioła Gabriela, ten po prawej Maryję.

## Świątynia dzisiaj
W kościele odprawiana jest jedna msza święta o godz. 16:00 w pierwszą i trzecią niedzielę miesiąca, poza okresem lipiec - wrzesień.

## Ochrona dziedzictwa kulturowego
Budynek kościoła umieszczony jest na liście National Inventory of the Cultural Property of the Maltese Islands pod nr. 2433.